# 올림픽 알파인스키
올림픽 알파인스키는 올림픽에서 알파인스키로 경기를 겨루는 올림픽 경기 종목이다. 알파인스키는 1936년 독일 가르미슈파르텐키르헨에서 복합 종목이 열린 이후 매 동계 올림픽에 들어갔다.
1948년부터 1980년까지 동계 올림픽은 올림픽 연도에는 세계 선수권 대회로도 사용되었으며, 올림픽이 아닌 짝수 해에는 별도의 대회가 열렸다. 이 기간 동안 올림픽 메달리스트들은 국제스키연맹(FIS)으로부터 동일한 금속으로 된 추가 메달을 받았다.
대회전은 1950년 세계 선수권 대회와 1952년 올림픽에 도입되었다. 두 프로그램 모두 복합 이벤트를 중단했지만 1954년 세계 선수권 대회에서 회전, 대회전, 내리막(downhill)의 결과를 사용하여 "페이퍼" 레이스로 다시 돌아왔다. 1956년부터 1980년까지 올림픽에서 FIS는 복합 종목에서 세계 선수권 메달을 수여했다. 1988년 올림픽에서는 독립 종목(하강 1회, 회전 2회)으로 복귀했으며, 이 대회에서도 1회 슈퍼대회전이 처음으로 등장했다. 복합 종목은 1992년까지 올림픽에서 FIS 포인트 시스템으로 운영되다가 이후 3회 총 경기 시간으로 변경되었다. 슈퍼 복합 경기는 2010년에 데뷔하여 회전 경기 부분을 1경기로 줄이고 이벤트를 하루로 줄였다.
1985년부터 세계선수권대회는 동계올림픽과 별개로 매 홀수 해마다 개최된다. 세계선수권에서는 복합 부문이 1982년 단독 종목으로 복귀했고, 슈퍼 대회전은 1987년에 데뷔했다. 복합 종목은 포인트에서 1996년 복합 기록으로 바뀌었고(1995년에서 연기), 2007년 슈퍼 복합(super combined) 종목으로 변경됐다.
이 행사는 전통적으로 알파인 국가가 주도했다. 2022년 기준 오스트리아는 총 메달 128개, 금메달 40개로 선두를 달리고 있다.

## 메달 집계
| 순위 | 국가           | 금메달 | 은메달 | 동메달 | 합계 |
| ---- | -------------- | ------ | ------ | ------ | ---- |
| 1    | 오스트리아     | 34     | 39     | 41     | 114  |
| 2    | 스위스         | 20     | 19     | 20     | 59   |
| 3    | 미국           | 16     | 19     | 9      | 44   |
| 4    | 프랑스         | 15     | 15     | 15     | 45   |
| 5    | 이탈리아       | 13     | 9      | 8      | 30   |
| 6    | 독일           | 12     | 7      | 7      | 26   |
| 7    | 노르웨이       | 10     | 9      | 10     | 29   |
| 8    | 스웨덴         | 5      | 2      | 9      | 16   |
| 9    | 크로아티아     | 4      | 6      | 0      | 10   |
| 10   | 캐나다         | 4      | 1      | 6      | 11   |
| 11   | 서독           | 3      | 5      | 1      | 9    |
| 12   | 리히텐슈타인   | 2      | 2      | 5      | 9    |
| 13   | 슬로베니아     | 2      | 2      | 3      | 7    |
| 14   | 독일 연합      | 2      | 1      | 2      | 5    |
| 15   | 스페인         | 1      | 0      | 1      | 2    |
| 16   | 룩셈부르크     | 0      | 2      | 0      | 2    |
| 16   | 유고슬라비아   | 0      | 2      | 0      | 2    |
| 18   | 뉴질랜드       | 0      | 1      | 0      | 1    |
| 18   | 러시아         | 0      | 1      | 0      | 1    |
| 18   | 일본           | 0      | 1      | 0      | 1    |
| 18   | 핀란드         | 0      | 1      | 0      | 1    |
| 22   | 소련           | 0      | 0      | 1      | 1    |
| 22   | 오스트레일리아 | 0      | 0      | 1      | 1    |
| 22   | 체코           | 0      | 0      | 1      | 1    |
| 22   | 체코슬로바키아 | 0      | 0      | 1      | 1    |
| 합계 | 합계           | 143    | 144    | 141    | 428  |

## 세부 종목
| 종목            | 36 | 48 | 52 | 56 | 60 | 64 | 68 | 72 | 76 | 80 | 84 | 88 | 92 | 94 | 98 | 02 | 06 | 10 | 14 | 계 |
| --------------- | -- | -- | -- | -- | -- | -- | -- | -- | -- | -- | -- | -- | -- | -- | -- | -- | -- | -- | -- | -- |
| 남자 대회전     |    |    | •  | •  | •  | •  | •  | •  | •  | •  | •  | •  | •  | •  | •  | •  | •  | •  | •  | 17 |
| 남자 슈퍼대회전 |    |    |    |    |    |    |    |    |    |    |    | •  | •  | •  | •  | •  | •  | •  | •  | 8  |
| 남자 슈퍼복합   |    |    |    |    |    |    |    |    |    |    |    |    |    |    |    |    |    |    | •  | 1  |
| 남자 활강       |    | •  | •  | •  | •  | •  | •  | •  | •  | •  | •  | •  | •  | •  | •  | •  | •  | •  | •  | 18 |
| 남자 회전       |    | •  | •  | •  | •  | •  | •  | •  | •  | •  | •  | •  | •  | •  | •  | •  | •  | •  | •  | 18 |
| 여자 대회전     |    |    | •  | •  | •  | •  | •  | •  | •  | •  | •  | •  | •  | •  | •  | •  | •  | •  | •  | 17 |
| 여자 슈퍼대회전 |    |    |    |    |    |    |    |    |    |    |    | •  | •  | •  | •  | •  | •  | •  | •  | 8  |
| 여자 슈퍼복합   |    |    |    |    |    |    |    |    |    |    |    |    |    |    |    |    |    |    | •  | 1  |
| 여자 활강       |    | •  | •  | •  | •  | •  | •  | •  | •  | •  | •  | •  | •  | •  | •  | •  | •  | •  | •  | 18 |
| 여자 회전       |    | •  | •  | •  | •  | •  | •  | •  | •  | •  | •  | •  | •  | •  | •  | •  | •  | •  | •  | 18 |
| 남자 복합       | •  | •  |    |    |    |    |    |    |    |    |    | •  | •  | •  | •  | •  | •  | •  |    | 9  |
| 여자 복합       | •  | •  |    |    |    |    |    |    |    |    |    | •  | •  | •  | •  | •  | •  | •  |    | 9  |
| 합계            | 2  | 6  | 6  | 6  | 6  | 6  | 6  | 6  | 6  | 6  | 6  | 10 | 10 | 10 | 10 | 10 | 10 | 10 | 10 |    |

## 같이 보기
- 세계 알파인 스키 선수권 대회

## 참고 자료
- “알파인스키”. SR/Olympic Games. 2008년 12월 12일에 원본 문서에서 보존된 문서. 2011년 12월 16일에 확인함.
- “알파인스키”. 국제 올림픽 위원회.